# Armação dos Búzios

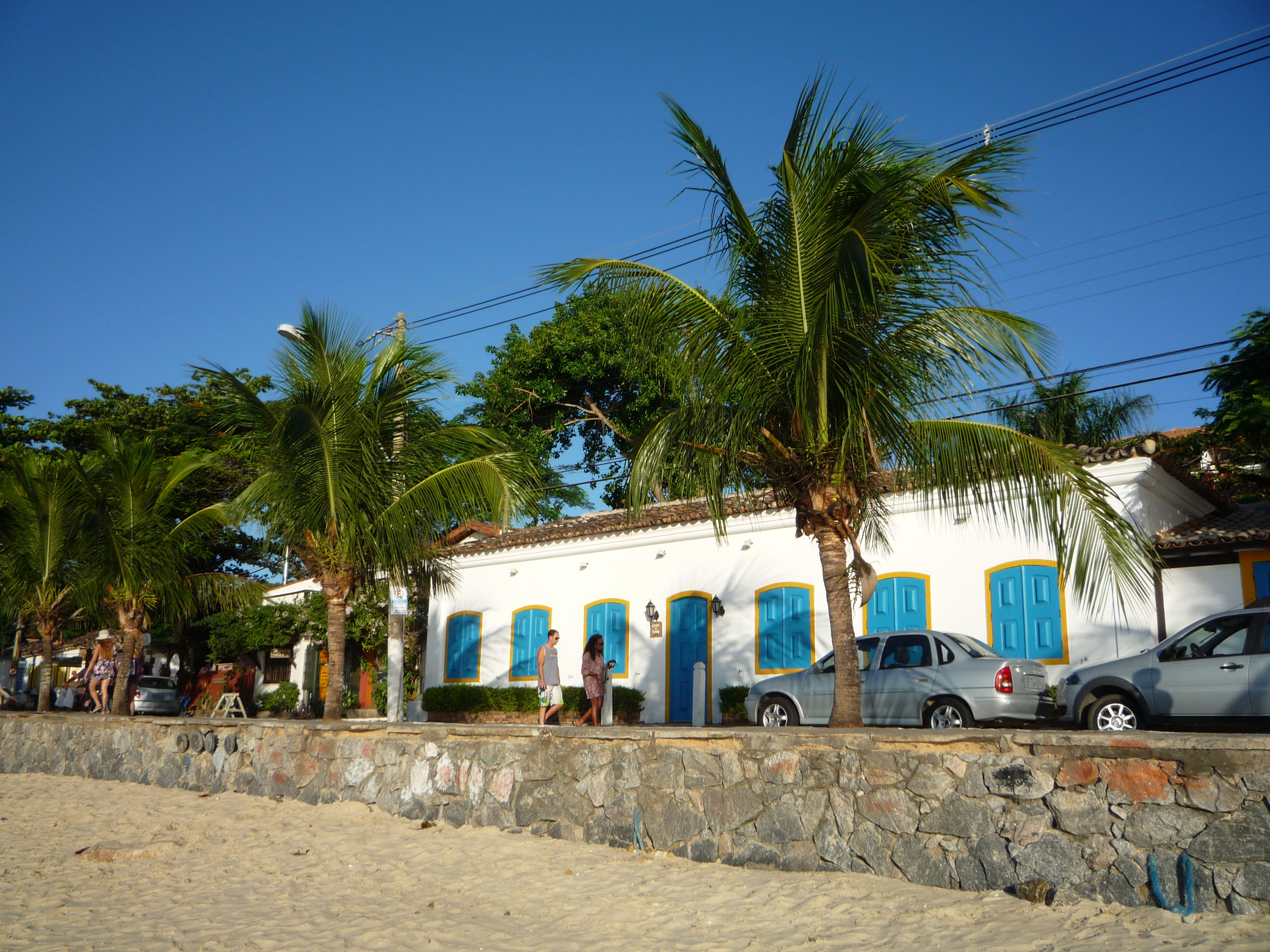
Casa do Sino, na Orla Bardot

Armação dos Búzios, ou apenas Búzios, como é popularmente conhecido, é um município brasileiro situado na Região dos Lagos do estado do Rio de Janeiro. Faz limite a oeste com Cabo Frio, município do qual se tornou autônomo em 1995. De acordo com o censo de 2022 possuía 40 006 habitantes. Localiza-se a cerca de 173 quilômetros do centro da capital do estado. O brasão de Armação dos Búzios foi idealizado por Luid Borges dos Santos - cirurgião-dentista, que foi o vencedor do concurso promovido pela Câmara de vereadores no ano de 1996.
É uma península com oito quilômetros de extensão e 23 praias, recebendo de um lado correntes marítimas do Equador e do outro correntes marítimas do polo sul, o que faz com que tenha praias tanto de águas mornas quanto de águas geladas. Entre as principais praias, destacam-se Geribá, Tucuns, João Fernandes, Ferradura, Ferradurinha, Marina,  Armação, Manguinhos, Tartaruga, Ossos, Brava e Olho-de-Boi, esta última reservada para a prática do naturismo.
A exploração turística e a ocupação imobiliária do local tiveram início após a fama internacional dada a Búzios pela atriz francesa Brigitte Bardot, que a visitou em 1964. Hoje, a cidade é tão visitada por turistas do mundo inteiro que alguns a chamam de "a Saint-Tropez brasileira".
Armação dos Búzios, com seus ventos fortes, é ideal para a prática de iatismo e voo livre. É uma cidade que abriga diversas culturas, com um elevado número de estrangeiros, por ser uma das paradas preferidas de transatlânticos com destino à capital do estado. A temperatura média anual é de 24 °C e tem o índice pluviométrico mais baixo do estado de Rio de Janeiro: cerca de 750 milímetros anuais apenas.

## História

### Antecendentes
Por volta do ano 1000, a população autóctone da região expulsa para o interior do continente pelos povos tupis procedentes da Amazônia. No século XVI, quando chegaram os primeiros exploradores europeus à região, a área ainda era ocupada por um desse povos tupis: os tupinambás, também chamados tamoios, que praticavam a pesca, a caça e o cultivo de mandioca. Mantiveram estreitas relações com corsários e contrabandistas franceses, que frequentavam a localidade para comprar pau-brasil (Caesalpinia echinata), pimenta e outros produtos nativos.

### Colonização Portuguesa
A Praia de Caravelas ganhou este nome porque ali Américo Vespúcio teria aportado, em 1503. Os franceses contrabandeavam pau-brasil com ajuda dos tupinambás e, ao contrário dos portugueses, não demonstravam ambição colonial, mas apenas o desejo de comerciar. Em 1555, Villegaignon veio fundar a França Antártica, que durou 20 anos - até que os portugueses reuniram um exército que, em 1575, derrotou os franceses e massacrou 10.000 índios, dizimando os tupinambás. Em 1617, os portugueses, aliados aos goitacás, expulsaram definitivamente os franceses da península e exterminaram os tupinambás. Proibiram a pesca em todo o litoral, de Campos a Maricá, para que a região não pudesse se sustentar de forma independente. João Fernandes, que hoje dá nome a uma praia, teria sido condenado, em 1679,  a morrer no tronco, apenas pelo crime de pescar nas águas de Búzios.
Em meados do século XVII, Armação dos Búzios era uma pequena vila de pescadores, com cerca de vinte casas. Invadida por franceses e ingleses, tornou-se base de piratas, ponto de tráfico de pau-brasil e de desembarque de escravos africanos. Na Praia de Manguinhos, pode-se apreciar o cais de pedra feito pelos escravos. Mais tarde, os franceses foram novamente expulsos pelos portugueses, após sangrentas disputas que igualmente dizimaram a população indígena.
O litoral entre Campos e Maricá foi destinado à lavoura e à pecuária, e começou o desembarque de negros africanos para as fazendas. Em 1740, Brás de Pina montou, na península, uma armação de baleias que durou 50 anos. Em 1743, um navio carregado de escravos escapou de um naufrágio após  um negociante chamado Dionísio invocar a Santa Ana, o que ficou conhecido como o "Milagre do Capitão Dionísio". Dionísio mandou erguer uma capela na colina entre as praias da Armação e dos Ossos.
Com a proibição do tráfico de escravos em águas brasileiras, em 1850, o desembarque clandestino floresceu. José Gonçalves, o maior traficante da região, continuou a fazer fortuna nesse deplorável comércio humano, levando a marinha inglesa a desembarcar fuzileiros navais em Búzios. Após a abolição da escravatura, em 1888, os ex-escravos fundaram uma povoação na Rasa, onde já existia um poderoso quilombo.
No fim do século, durante a guerra dos corsos, o navio Vingadores, de bandeira corsa argentina, bombardeou a costa de Búzios, como mostra o óleo sobre tela no Museu Histórico Marítimo de Armação dos Búzios , situado na Rua das Pedras. Entre o final do século XIX e o início do século XX, Búzios começou a receber imigrantes portugueses que se uniram ao grupo de pescadores locais, ensinando-lhes novas técnicas de pesca. Nesse século, foi também criada a armação dos peixes de Búzios (uma estrutura para capturar peixes), que acabou por dar  origem ao nome do balneário: Armação dos Búzios.
Também se caçavam baleias para a extração de seu óleo, que era usado tanto para a iluminação da cidade do Rio de Janeiro quanto para exportação. Os ossos dos animais capturados eram enterrados numa praia situada ao lado da Praia da Armação e que, por isso, acabou por ser chamada Praia dos Ossos -  uma das mais famosas praias de Búzios, atualmente. Tempos depois, a área foi destinada à lavoura e criação de gado, tendo sido proibida a pesca nesse trecho do litoral. Terminada a proibição, a economia local permaneceu por longo período baseada na pesca e na agricultura de pequena escala, até meados do século XX.
Na década de 1920, o  alemão Eugênio Honold comprou terras em toda a península e começou a produzir e exportar bananas. Mas um incêndio destruiu a plantação, e Honold deixou a cidade. Ele passou suas propriedades cabofrienses para as duas filhas Regina e Luiza, que se tornaram acionistas majoritárias da recém-fundada Companhia Industrial Odeon, cujas terras da ponta de Búzios vieram a apresentar grande valorização em função dos loteamentos para construção de residência de veraneio nos anos 1950. O lugar começou a desenvolver um turismo seletivo, preservando a antiga arquitetura. Em 1964, Brigitte Bardot refugiou-se em Búzios, e a fama de Búzios como um lugar paradisíaco correu o mundo. A partir daí, o turismo começaria a se constituir como a mais importante atividade econômica da região.

### A visita de Brigitte Bardot

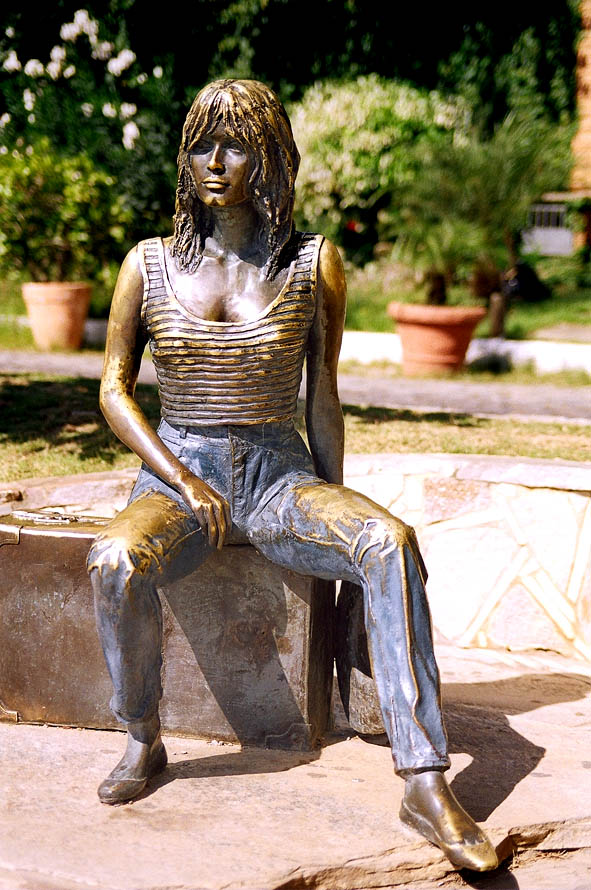
Estátua em bronze de Brigitte Bardot, em Búzios

Em 1964, a Búzios, então distrito de Cabo Frio, recebeu uma das mais famosas atrizes de cinema da época, a francesa Brigitte Bardot (BB, como era chamada), com seu namorado Bob Zaguri, um marroquino que vivia no Brasil. Os dois se hospedaram na casa do russo André Mouriaev, então representante da Organização das Nações Unidas no Rio de Janeiro. Depois disso, a atriz retornou e passou o Natal hospedada na casa da família do cônsul argentino Ramon Avellaneda, na Rua das Pedras, depois transformada na tradicional Pousada do Sol, ponto turístico da cidade. Naquele momento, a imprensa mundial dirigiu sua atenção para a isolada vila de pescadores, acompanhando todos os passos de Bardot através de um informante lá instalado. O impacto foi tamanho que até hoje são feitas  referências a BB em qualquer ponto da cidade, na divulgação turística e na vida local.

### Crescimento desordenado e invasões
Ao longo dos anos, grandes áreas foram compradas das famílias nativas (ou mesmo invadidas) e, posteriormente, loteadas. Era baixo o preço da terra e não havia controle do uso do solo e das edificações. Paulatinamente, os moradores locais se deslocaram para regiões mais afastadas do núcleo original, após embolsarem algum dinheiro com a venda de suas propriedades. A maioria dessas pessoas mora hoje em bairros mais afastados e fora da península, como Tucuns, José Gonçalves e Rasa e Cem-Braças.
Ao mesmo tempo, imigrantes foram chegando para trabalhar no turismo, instalando-se nos bairros periféricos da porção continental, os quais, não sendo dotados de  infraestrutura adequada, resultam em um padrão urbano bastante precário.

### Emancipação
Búzios era um distrito de Cabo Frio, quase sempre negligenciado por parte dos governantes locais, que, no entanto, beneficiavam-se da expansão urbana desordenada e da especulação imobiliária. A insatisfação popular resultou em um grande movimento em prol da emancipação, o que ocorreu em 1995.[carece de fontes?]
Desde então, o município tem passado por obras de infraestrutura, sobretudo direcionadas para o desenvolvimento do turismo.

## Administração pública

### Poder Executivo
O atual prefeito de Armação dos Búzios é o médico André Granado Nogueira da Gama, mais conhecido como Dr. André (PMDB), natural de Nova Iguaçu,  eleito  pela primeira vez em 2012, com apoio dos partidos PT, PSC, PHS e PC do B, que formaram a coligação Reage Búzios. O atual vice-prefeito é Carlos Henrique P. Gomes, do Partido Progressista.

### Poder Legislativo
O Poder Legislativo é representado pela câmara municipal, composta por nove vereadores com mandato de 4 anos. Cabe aos vereadores na Câmara Municipal de Armação dos Búzios, especialmente fiscalizar o orçamento do município, além de elaborar projetos de lei fundamentais à administração, ao Executivo e principalmente para beneficiar a comunidade.
- Presidentes da câmara: Maria Alice Gomes de Sá Silva - PDT (1997-1998); Isaías Souza da Silveira - PDT (1999-2000); Fernando Gonçalves dos Santos - PDT (2001-2002) e (2003-2004); Francisco de Abreu Neves - PMDB (2005-2006); Genilson Drumond de Pina - PMDB (2007-2008); Messias Carvalho da Silva - PDT (2009-2010); João de Melo Carrilho (2011-2012); Leandro Pereira dos Santos - PSDB (2013-2014); Carlos Henriques Pinto Gomes - PP (2015-2016).

## Economia

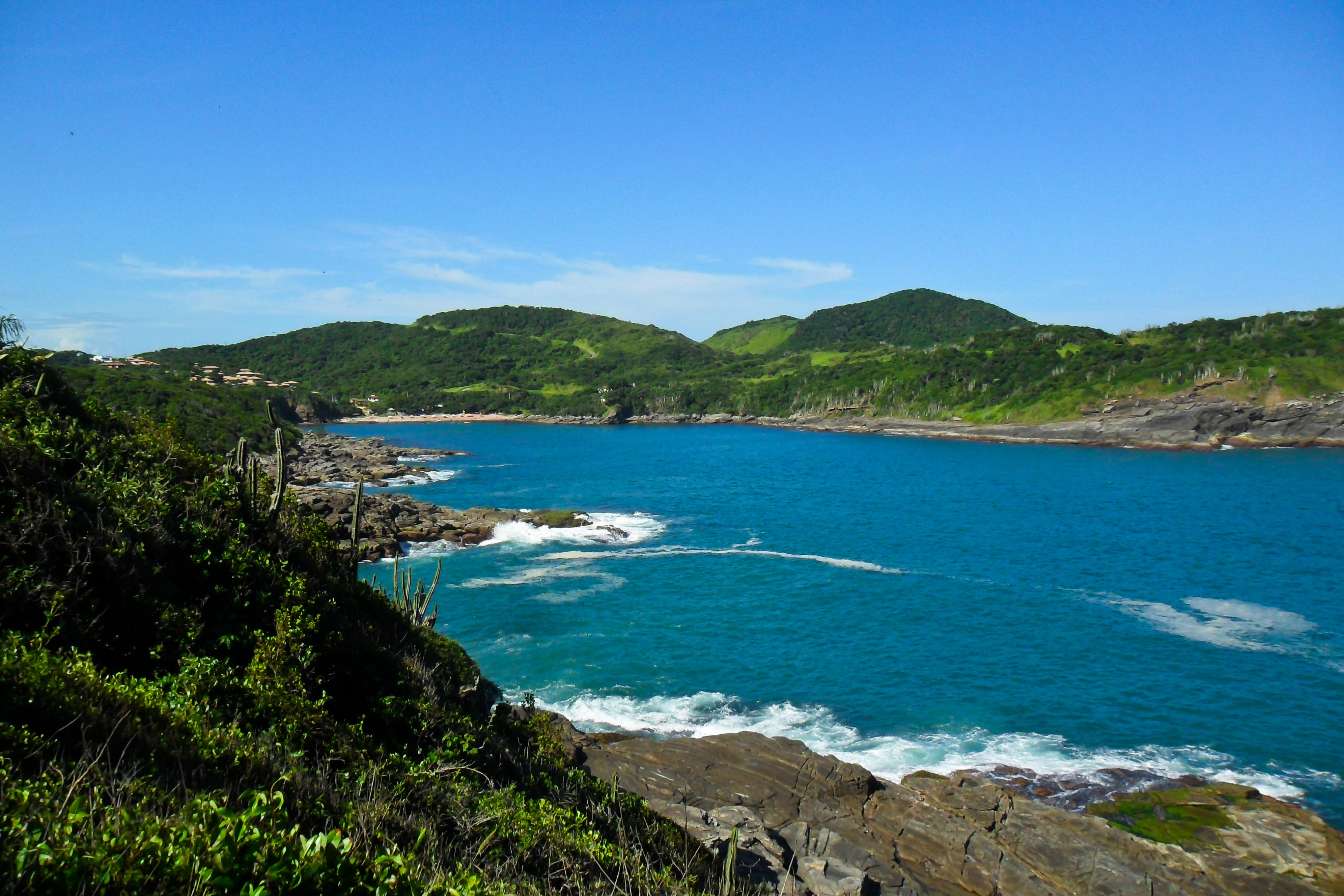
Baía da Praia do Forno

### Turismo
A origem do turismo na região remete aos anos de 1940 e 1950, quando Búzios era apenas uma pacata aldeia de pescadores. No início, os turistas alugavam casas de pescadores. Aos poucos, o pacato vilarejo foi se transformando, à medida que ia sendo "descoberto" pelas elites do Rio de Janeiro e São Paulo. Surgiram as primeiras casas  de veraneio,  concentradas, até a década de 1960, nas praias de Manguinhos e do atual Centro (praias do Canto e Armação). Esses veranistas recebiam em suas casas amigos ilustres, incluindo políticos e artistas, muitos deles estrangeiros. Com isso, a fama do lugar foi crescendo entre pessoas de classe alta de diversos países. A silhueta topográfica de Búzios e suas praias paradisíacas encantavam os visitantes, que voltavam a seus países contando da energia e dos encantos dessa península.  A fama de Búzios foi atraindo estrangeiros, particularmente argentinos e franceses, que lá se instalaram e abriram diversos negócios. Mas, até 1973, a aldeia ainda se ligava a Cabo Frio por meio de uma estreita estrada de terra, que, nos tempos de chuva, era intransitável, impossibilitando a circulação do único ônibus diário.
Em 2012, Búzios foi eleita por uma revista de turismo da Europa como o melhor destino de sol e praia do mundo.

#### A "invasão argentina"
O turismo passou realmente a se desenvolver a partir da "invasão argentina" no fim dos anos 1970, quando muitos argentinos abastados instalaram-se em Búzios, compraram propriedades e estabeleceram residências e negócios. Com a crise dos anos 1990, reduziu-se o fluxo de turistas da Argentina, mas, até hoje, uma fração significativa do comércio e da hotelaria está nas mãos de argentinos, que são também figuras comuns na cidade como turistas. Os argentinos em geral têm acrescentado à cultura local suas artes, artesanato e criações diversas, que foram sendo integradas e  copiadas pelo Brasil afora como hand-made in Brazil.
Atualmente, a população é essencialmente brasileira durante a baixa estação, com aproximadamente 15% de estrangeiros. No centro de Búzios, há muitos comerciantes brasileiros mas também originários de outros países, principalmente da França, Argentina e Itália.[carece de fontes?].

### Gastronomia
A cidade de Armação dos Búzios tem mais de 280 estabelecimentos gastronômicos, incluindo restaurantes e bares. Obviamente, por ser uma cidade litorânea, os frutos do mar são destaque, mas devido ao clima cosmopolita da cidade aliado ao alto fluxo de turistas que chegam a bordo de cruzeiros, a cidade possui restaurantes italianos, franceses, orientais, além de outras nacionalidades. A oferta gastronômica da cidade vai desde pequenos estabelecimentos de pescadores até restaurantes de grandes resorts de luxo.

## Infraestrutura

### Igreja de Sant'Anna

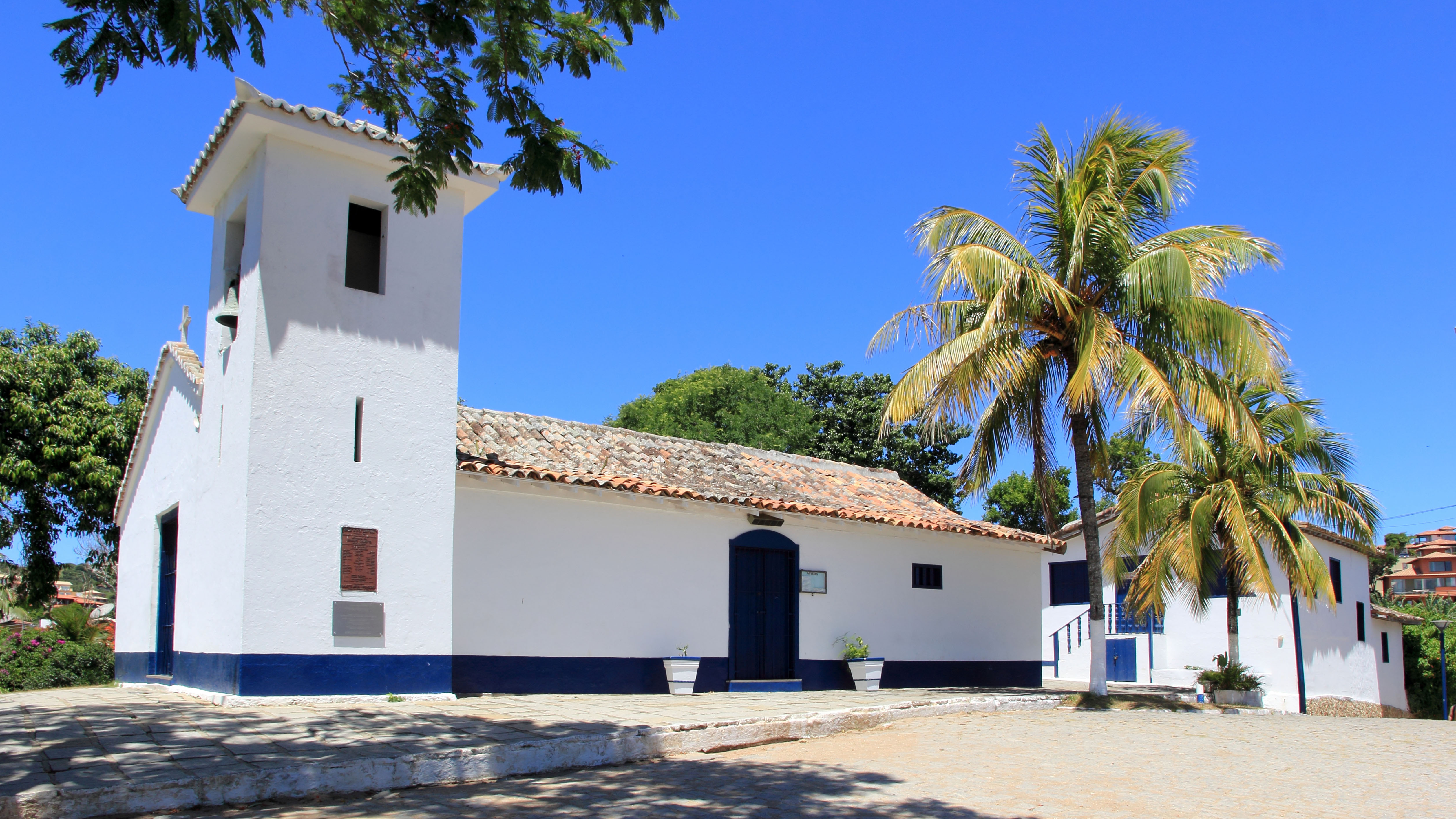
Igreja de Santa Ana

Construída no século XVII, a igreja de Santa Anna foi responsável pela origem do primeiro nome da localidade "Santa Anna da Armação dos Búzios". Era inicialmente ligada a Igreja Matriz de Nossa Senhora da Assunção de Cabo Frio.
Fica localizada no alto de uma colina, entre as praias dos Ossos e da Armação.

### Capela de Nossa Senhora Desatadora de Nós
A Capela de Nossa Senhora Desatadora dos Nós foi construida por Isis Penido em 2001.

### Acessos
Com a inauguração da Ponte Costa e Silva, em 1974, que atravessa a Baía de Guanabara, ligando o Rio de Janeiro e Niterói e a construção da Estrada José Bento Ribeiro Dantas, que dá acesso à área da península, foi impulsionada ainda mais a procura por Búzios para veraneio e turismo.

## Geografia
Localizada numa Península no oceano atlântico que divide as correntes marítimas que por ali passam, onde a parte sul (ou direita da península) da mesma possui águas frias provenientes da corrente fria das Malvinas, e a Parte Norte (ou a parte esquerda da península) possui águas mais amenas pois recebe a influência da corrente quente do Brasil.
Por estar numa região dispersora de ventos, Búzios possui uma vegetação rasteira semelhante a da caatinga (com árvores baixas, gramíneas e cactos) associadas à vegetação de restinga sempre presentes no litoral do Brasil. Por causa da baixa precipitação e a ausência de rios (apenas alguns pequenos cursos d'água), os sedimentos do continente e dos cursos d'água não são suficientes para turvar a água do mar. E na maior parte do ano as águas do mar se mantém cristalinas e com cores caribenhas.
A região tem várias enseadas que tornam várias praias propícias somente para banho como: A praia do Forno, Olho de Boi, da Ferradura e da Ferradurinha. E outras de mar aberto como Geribá e a Praia Brava propícias para o Surf.

### Clima
O clima da cidade é tropical tipo (Aw) com verões quentes e úmidos e invernos amenos e mais secos que fora da Região dos Lagos, pois as rajadas de vento dispersam a maioria das nuvens e frentes frias para o interior do estado. Búzios conta com dias quentes, atenuados pelos ventos constantes procedentes do Oceano Atlântico, mas sua temperatura no verão raramente passa dos 34 °C. As noites são amenas e não tão abafadas como na capital do estado, pois são atenuadas pelos intensos e duradouros ventos da chamada "Região Dispersora de Ventos", local este onde jaz toda a Região dos Lagos Fluminense. O mês mais quente é o mês de fevereiro com média de 25 °C e o mês mais frio é o mês de setembro com média de 19,5 °C. O mês mais seco é o mês de agosto com apenas 37 mm de precipitação e o mais chuvoso é dezembro com aproximadamente 130 mm de chuva.

### Demografia
O município conta com o maior número de imigrantes por cada 100.000 habitantes do Estado do Rio de Janeiro, com mais de 2% da população sendo imigrante, sendo a maioria argentina.

### Etnias
| Cor/Raça | Percentagem |
| -------- | ----------- |
| Branca   | 51%         |
| Parda    | 38%         |
| Preta    | 10%         |
| Amarela  | 0,7%        |
| Indígena | 0,3%        |

Fonte: IBGE

### Religião
| Religião     | Percentagem |
| ------------ | ----------- |
| Católicos    | 31%         |
| Evangélicos  | 44%         |
| Espíritas    | 2%          |
| Sem Religião | 23%         |

Fonte: IBGE